# Métro de Cleveland
Le métro de Cleveland est un réseau ferré urbain de type métro de la ville de Cleveland, dans l'État de l'Ohio, aux États-Unis. Il comprend une ligne de métro, la ligne rouge, localement appelée Rapid Transit, et deux lignes de métro léger, les lignes verte et bleue, toutes gérées par la Greater Cleveland Regional Transit Authority.
Ces trois lignes se rejoignent dans le quartier central : de Tower City à la station East 55th Street elles se partagent 4,2 km de voies et deux stations. Ce partage entre métro et tramway est tout à fait inhabituel. Les stations, East 34 th -Campus et East 55 th Street, ont des hauteurs de quai différentes pour recevoir les deux types de véhicules, plus haute pour le métro que pour le métro léger.
La ligne Rouge, construite entre 1955 et 1968, uniquement sur des voies en site propre, part du centre-ville dans deux directions, l’une vers le sud-ouest jusqu’à Hopkins International Airport, l’autre vers le nord-est jusqu’à Windermere.

## Histoire
Le réseau ferré urbain de Cleveland a pour précurseur une ligne de tramway en centre-ville, la Shaker Heights Rapid Transit, ouverte en 1913, et qui sera également l’amorce des lignes Bleue et Verte. Celles-ci furent construites entre 1913 à 1936, sur des voies réservées en centre-ville, puis sur des voies en surface le long des rues au-delà. 
Du fait d’une circulation en partie sur voies réservées, les lignes Bleue et Verte constituent deux lignes de pré-métro ou métro-tram. 
La Waterfront Line, ouverte en 1996, étend les lignes Bleue et Verte à partir de Tower City jusqu’au nord du lac Érié et le long du rivage.
Le couloir sur lequel circule la ligne Rouge a été étudié pour un système de transport sur rail depuis 1930 quand ouvrit la station Union Terminal (aujourd’hui Tower City). Une courte section, entre East 34 th et East 55 th Street, était déjà utilisée par un réseau ferré interurbain depuis 1920. En 1930 la section entre East 34 th et Union Terminal fut terminée.
La ligne Rouge a été construite à côté de lignes ferroviaires de fret ou de passagers, certaines encore exploitées. Ce n’est que le 15 mars 1955 que fut inaugurée la première section, vers l’est, (12,5 km, 9 stations), reprenant une ligne ferroviaire existante jusqu’à Windermere. Le tracé qui part du centre-ville vers le sud-ouest jusqu’à la station West 117 th Street (8,5 km, 4 stations) ouvrit le 15 août de la même année. En novembre 1958, l’extension vers West Park (3 km, 2 stations) fut mise en service. Enfin le prolongement final ouvrit en 1968 jusqu’à Hopkins International Airport (6,4 km, 3 stations dont une ouverte en 1969), inaugurant ainsi aux États-Unis la première liaison par voie ferrée entre une ville et son aéroport.
L’origine de la ligne Rouge explique que, sur une longueur totale de 30,4 km, seulement 0,8 km est en souterrain, près de Tower City et de l’aéroport, le reste de la ligne circulant en surface. Avec 18 stations, l’interstation moyenne est de 1,75 km, ce qui est relativement long pour un métro. Presque toutes les stations ont été rénovés entre 1990 et 2018.

## Réseau actuel

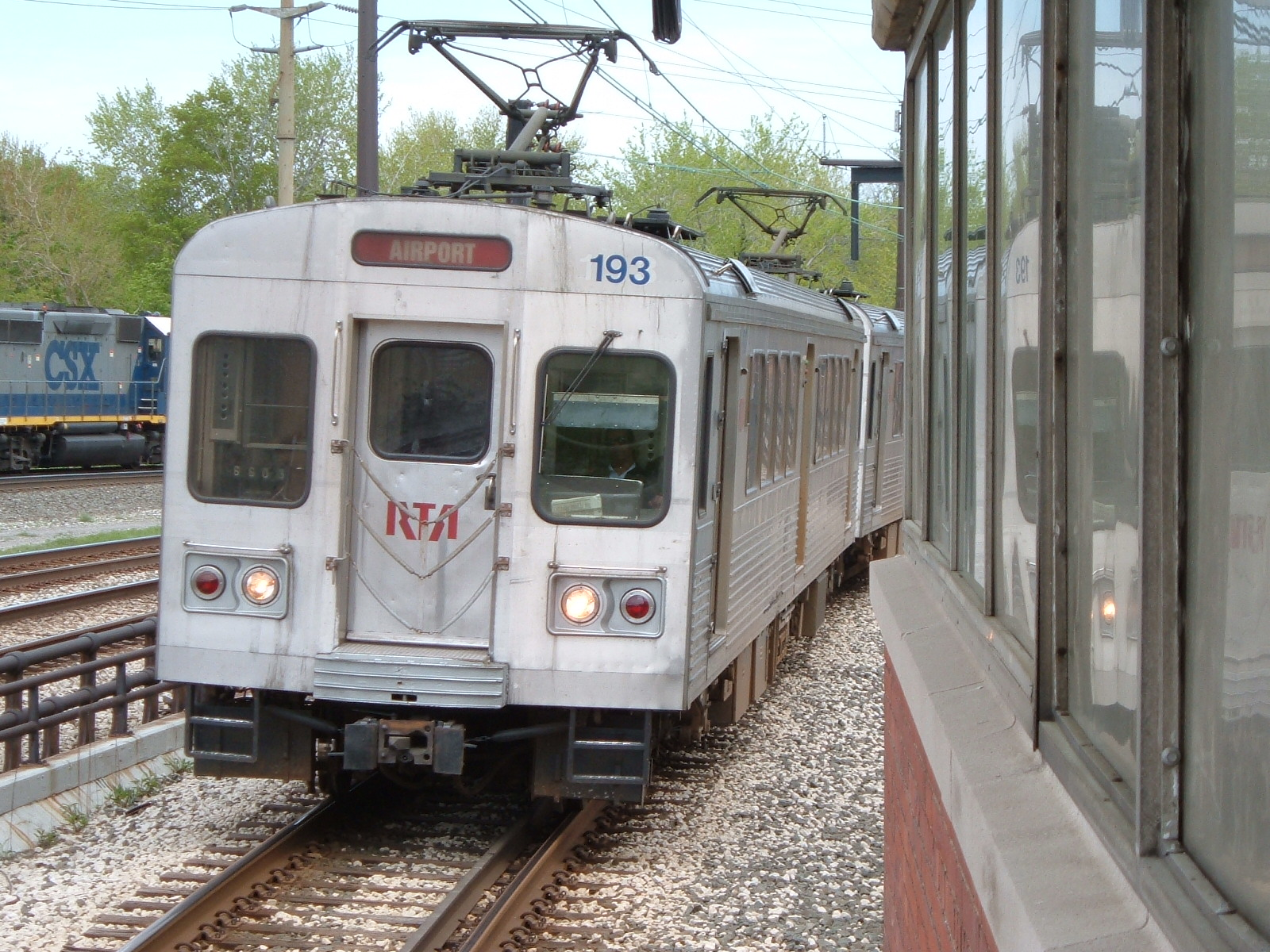
Rame de la Red Line

### Matériel roulant
La flotte initiale du métro comprenait 88 véhicules fabriqués par la société américaine Saint-Louis Car, aujourd’hui disparue. Ce matériel roulant a été remplacé entre 1984 et 1986 par 60 véhicules en acier inoxydable fabriqués par la société japonaise Sumitomo/Tokyu Car. Les trains roulent en formation de deux véhicules. Compte-tenu de la faiblesse de la fréquentation, seuls 40 véhicules furent rénovés entre 2007 et 2012 sur un nombre total de 52 véhicules.conservés. Les recommandations d'une étude concernant le renouvellement de la flotte sont de commander 34 véhicules pour une livraison en 2023.
Les trains sont alimentés électriquement par caténaire en 600 V. 
Les rails du métro sont à écartement standard, 1 435 mm.
Les trains sont équipés d'une signalisation en cabine et d'un arrêt automatique du train en cas de franchissement d'un feu rouge. Cette signalisation a été fournie par la société GRS.

### Exploitation
Le métro est ouvert de 4h30 jusqu’à 22h. L’intervalle entre deux trains est de 6 minutes aux heures de pointe et de 15 minutes aux heures creuses. Après 22h et jusqu’à 1h du matin un service bus de nuit remplace le métro entre l’aéroport et le centre-ville.

### Fréquentation
La fréquentation du métro est faible et aurait tendance à baisser, à l'image du déclin démographique de la ville. En 2003, le nombre de voyages réalisés atteignait 7,4 millions (8,2 millions en 2002) pour 80 millions (99 millions en 2002) de voyageurs-kilomètres. Environ 28 000 voyages quotidiens sont effectués en jour de semaine. En 2018, la fréquentation annuelle est de 6,2 millions de passagers.
Le voyage moyen est d’environ 11 km : le métro est surtout utilisé par les banlieusards pour se rendre en centre-ville. Le faible trafic de certaines stations intermédiaires de la branche vers l'est du métro fait envisager leur fermeture. Pourtant le GCRTA a approuvé en 1999 le principe d’une extension à partir Hopkins International Airport.

### Tarification
Le prix du billet est de 1,25 $, la carte journalière coûte $3, la mensuelle $54.